# WSOP Circuit Rotterdam
De WSOP Circuit Rotterdam (voluit: World Series of Poker International Circuit Rotterdam) was een prestigieuze pokertoernooiserie die van 2017 t/m 2022 in totaal vier keer werd georganiseerd in Holland Casino Rotterdam. De toernooiserie maakte deelde uit van de World Series of Poker International Circuit.

## Achtergrond
In 2015 werd de WSOP International Circuit gelanceerd, een serie van pokertoernooien die buiten de Verenigde Staten (waar WSOP-toernooien normaal gesproken plaatsvinden) werd georganiseerd. In november 2016 maakte de WSOP bekend dat ook Nederland een stop van de International Circuit tour zou krijgen.
Het Holland Casino Rotterdam had al een behoorlijke reputatie opgebouwd wat betreft het organiseren van poker. De Rotterdam Poker Series worden sinds 2012 in het casino gehouden. Van 2009 tot 2013 was het Holland Casino Rotterdam gastheer van de Dutch Open Poker Series.
In de jaren 2020 en 2021 kon de WSOP Circuit wegens de coronapandemie niet plaatsvinden.
Na de laatste editie in 2022 is het toernooi niet teruggekomen op de agenda van de WSOP International Circuit.

## Winnaars

### Main Event
| # | Jaar | Event                          | Deelnemers | Winnaar        | Prijs     | Uitslag |
| - | ---- | ------------------------------ | ---------- | -------------- | --------- | ------- |
| 1 | 2017 | € 1,500 + 150 No Limit Hold'em | 273        | Eyal Bensimhon | € 94.349  |         |
| 2 | 2018 | € 1,500 + 150 No Limit Hold'em | 181        | Tobias Peters  | € 67.766  |         |
| 3 | 2019 | € 1,000 + 100 No Limit Hold'em | 495        | Andrei Beiinov | € 83.350  |         |
| 4 | 2022 | € 1,000 + 100 No Limit Hold'em | 719        | Joey Cheung    | € 103.950 |         |

### High Roller
| # | Jaar | Event                                         | Deelnemers | Winnaar           | Prijs    | Uitslag |
| - | ---- | --------------------------------------------- | ---------- | ----------------- | -------- | ------- |
| 1 | 2017 | € 3,200 + 300 No Limit Hold'em                | 65         | Hakim Zoufri      | € 69,888 |         |
| 2 | 2018 | € 3,200 + 300 No Limit Hold'em - 8 Handed     | 38         | Luuk Gieles       | € 53.078 |         |
| 3 | 2019 | € 2,500 + 250 No Limit Hold'em - 8 Max        | 45         | Alexandre Reard   | € 83.350 |         |
| 3 | 2019 | € 2,000 + 200 No Limit Hold'em - PSKO - 8 Max | 54         | Shyngis Satubayev | € 16.502 |         |
| 4 | 2022 | € 2,000 + 200 No Limit Hold'em - 8 Max        | 107        | Helmut Phung      | € 45.393 |         |